# سكوت ويلسون (لاعب هوكي الجليد)
سكوت ويلسون (بالإنجليزية: Scott Wilson)‏ (و. 1992  م) هو لاعب هوكي الجليد كندي، ولد في أوكفيل، أونتاريو.
.

## التعليم
تعلم في جامعة ماساتشوستس في لويل.

## روابط خارجية
- سكوت ويلسون على موقع دوري الهوكي الوطني (الإنجليزية)
- سكوت ويلسون على موقع EliteProspects.com (الإنجليزية)
- سكوت ويلسون على موقع HockeyDB.com (الإنجليزية)
- سكوت ويلسون على موقع Hockey-Reference.com (الإنجليزية)